# Elisa Brites
Elisa Brites Pereira da Silva (Porto Alegre, 21 de janeiro de 1991), mais conhecida como Elisa Brites, é uma atriz, diretora, showrunner e produtora cultural brasileira.

## Biografia
Elisa iniciou sua carreira artística como atriz, em Porto Alegre, onde obteve destaque na dramaturgia audiovisual, integrando o elenco do filme Beira-Mar, selecionado para o 65º Berlinale – Internationale Filmfestspiele Berlim (2015), e do filme Os Senhores da Guerra, com o qual foi indicada ao prêmio de melhor atriz no 42º Festival de Cinema de Gramado.
Em 2011, Elisa foi selecionada para a oficina de atores da Rede Globo, sendo em seguida convidada a participar da novela Malhação: Intensa como a Vida, interpretando a cigana argentina Valentina, personagem pela qual recebeu visibilidade nacional.
Em 2014, fez par romântico com Leo Machado na série Animal, do canal GNT.
Em 2015 participou da novela Além do Tempo, na TV Globo, e protagonizou a série Notas de Amor, da RBS TV (filial da Rede Globo no Rio Grande do Sul), posteriormente exibida na Netflix.
Em 2016, participiu do elenco da novela infantil Carinha de Anjo do SBT, como a personagem Verônica.
Em 2020, foi convidada a dirigir No Fundo da Tela, canal semanal de Rafa Brites no Youtube.
Em 2022, passou a dirigir peças de publicidade ao lado de Lucas Romano, com quem criou a dupla de direção GABA. Juntos filmaram campanhas para o Mercado Livre, com Pabllo Vittar, e para o Linkedin, com Madoma Broona. No mesmo ano, ao lado de Gabriel Nogueira, Mari Santos e Emílio Farias, lançou a Jubarte Filmes, uma produtora que valoriza a proporcionalidade e a estética-ética nas narrativas audiovisuais. Além de sócia fundadora, Elisa também atua na Jubarte como showrunner e diretora de cena.
Ainda em 2022, Elisa teve participação na segunda temporada da série Bom Dia, Verônica, que atingiu o top 10 mundial da Netflix.

## Vida pessoal
Natural de Porto Alegre, Rio Grande do Sul, Elisa é filha dos antropólogos Jurema Brites e Francisco Luiz Pereira Neto.
Em função da profissão dos pais e de sua própria carreira de atriz, Elisa mudou-se inúmeras vezes, passando pelas cidades de Marechal Candido Rondon (PR), Vitória (ES), Porto Alegre (RS), Santa Cruz do Sul (RS), Juiz de Fora (MG), Rio de Janeiro (RJ) e São Paulo (SP).
Após terminar o ensino fundamental, saiu da casa dos pais em Minas Gerais para estudar Artes Dramáticas em Porto Alegre. Lá se formou na escola profissionalizante TEPA (Teatro Escola de Porto Alegre) e cursou a faculdade de teatro da Universidade Federal do Rio Grande do Sul (UFRGS). No Rio de Janeiro, passou também pelas faculdades Cândido Mendes e CAL (Casa das Artes de Laranjeiras), onde se formou como bacharel em Artes Dramáticas. 

## Teatro
| Ano  | Peça                        | Personagem            | Direção                                                        |
| ---- | --------------------------- | --------------------- | -------------------------------------------------------------- |
| 2010 | Show de Calouros            | Host                  | Eduardo Mendonça                                               |
| 2010 | Últimos Dias de Super Herói | Alice                 | Michel Capeletti                                               |
| 2012 | O Tempo Sem Ponteiro        |                       | Diones Camargo                                                 |
| 2012 | Rir e Poupar…É Só Começar   |                       | Eduardo Mendonça                                               |
| 2018 | Studio Cabaret Voltaire     | Performance Ser Feliz | Jefferson Miranda                                              |
| 2018 | Radio Ativa                 | Vários                | Cesar Augusto                                                  |
| 2019 | Limítrofe ou Figo           | Elisa                 | Cesar Augusto, Elisa Bries, Franscisco Ohana e Isabelle Nassar |

## Filmografia

### Televisão
| Ano       | Programa                      | Personagem                                         | Emissora   |
| --------- | ----------------------------- | -------------------------------------------------- | ---------- |
| 2011      | Tem um Cara nos Seguindo      | Vários personagens                                 | Ulbra TV   |
| 2012-2013 | Malhação: Intensa como a Vida | Valentina (cigana argentina)                       | Rede Globo |
| 2013      | O Dentista Mascarado          | Mulher jovem                                       | Rede Globo |
| 2014      | Além do Horizonte             | Aline                                              | Rede Globo |
| 2014      | Alto Astral                   | Maria Inês (jovem)                                 | Rede Globo |
| 2015      | Além do Tempo                 | Condessa Berenice Castellini / Berenice Castellini | Rede Globo |
| 2016-2017 | Carinha de Anjo               | Verônica Matias                                    | SBT        |
| 2017      | Tempo de Amar                 | Celeste Hermínia (jovem)                           | Rede Globo |

### Cinema / Séries
| Ano  | Título                      | Personagem                  | Canal            |
| ---- | --------------------------- | --------------------------- | ---------------- |
| 2009 | Elvis e o Cometa            | Andréia                     | TV Cultura       |
| 2009 | Depois da Pela              | Manuela                     | TV Cultura       |
| 2012 | Grenal é Grenal             | Namorada do Colorado        | RBS TV           |
| 2012 | Uma Vida Feita de Outras    | Paula                       | RBS TV           |
| 2012 | Filé de Borboleta           |                             | RBS TV           |
| 2013 | Beira Mar                   | Carol                       |                  |
| 2013 | O Homem que Matou John Whey | Tatuagem                    |                  |
| 2013 | Os Senhores da Guerra       | Maria clara                 |                  |
| 2014 | Animal                      | Malena                      | GNT              |
| 2015 | Notas de Amor               | Carol                       | RBS TV e Netfilx |
| 2016 | Redenção                    | Grace                       | RBS TV           |
| 2022 | Matches                     | Tati                        | Warner Bros      |
| 2022 | Bom Dia, Verônica           | Jornalista (entrevistadora) | Netflix          |
| 2022 | Só se for por Amor          | Jéssica                     | Netflix          |

### Vídeo Clipe
| Ano  | Título     | Artista | Canal   |
| ---- | ---------- | ------- | ------- |
| 2021 | Inabalável | Projeta | Youtube |

## Direção
| Ano  | Título                         | Gênero           | Canal   |
| ---- | ------------------------------ | ---------------- | ------- |
| 2019 | No fundo da Tela               | Programa semanal | Youtube |
| 2022 | Previsão dos Astros / Linkedin | Publicidade      |         |
| 2022 | Mais Vozes / Mercado Livre     | Publicidade      |         |